# Böttö

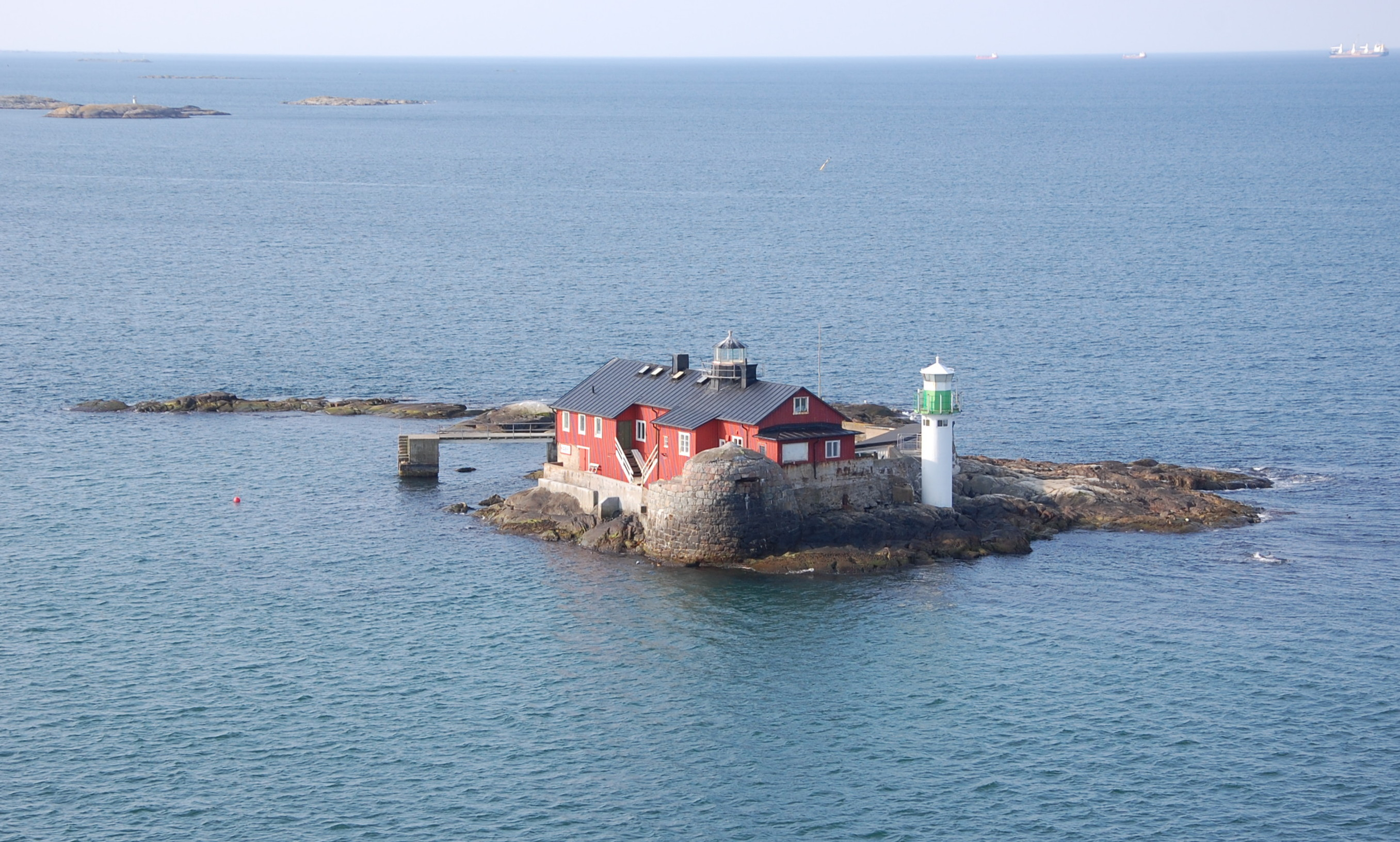
Böttö

Böttö är en fyrplats nordväst om Galterö i hamninloppet till Göteborg. 

Fyrplatsen är belägen på ett litet skär som är cirka 40 meter i öst-västlig och 100 meter i nord-sydlig riktning. Där uppförde man på 1841 ett kombinerat fyr- och boningshus i trä med en taklanterninen. Byggnaden, som ritades av Wallenstrand, timrades först upp på ett snickeri i Göteborg innan den märktes upp, plockades ned och fraktades ut till byggplatsen. I huset fanns tre lägenheter för fyrpersonalen och ytterligare en liten lägenhet för tillfälliga besökare.
År 1886 uppfördes en klockstapel med mistklocka som tidigare stått på Nidingen. Det kombinerade fyr- och bostadshuset tillbyggdes på längden efter ritning upprättad 1917. År 1964 flyttade den siste fyrvaktaren från ön och den gamla fyren släcktes, då en ny automatisk fyr i ett mindre betongtorn uppförts vid sidan av huset. Fyrhuset är sedan 2000 privatägt.